# Karl Friedrich Neumann
Karl Friedrich Neumann, född 28 december 1793 i Reichmannsdorf bei Bamberg, död 17 mars 1870 i Berlin, var en orientalist och historiker.
Neumann hette ursprungligen Bamberger och var son till en judisk köpman. Som student övergick han till lutherska läran. Åren 1821-1825 var han gymnasielärare i Würzburg och Speier, 1833-1852 professor i München i armeniska och kinesiska språken samt i land- och folkkunskap, men avsattes från den förra befattningen på grund av sin teologiska rationalism och från den senare till följd av sin politiska frisinthet. 
Neumann hemförde från en resa till Kina (1829-1831) 12 000 band kinesiska böcker, av vilka han skänkte största delen till bayerska staten. Bland hans skrifter märks Geschichte des englischen Reichs in Asien (2 band, 1857) och Ostasiatische Geschichte 1840-1860 (1861). En förteckning över Neumanns skrifter finns i Royal Asiatic Societys Journal för 1871.